# Scooby-Doo! Démasqué
Scooby-Doo! Démasqué (Scooby-Doo! Unmasked) est un jeu vidéo de plates-formes développé par Artificial Mind and Movement et édité par THQ, sorti en 2005 sur GameCube, PlayStation 2, Xbox, Game Boy Advance et Nintendo DS.

## Voix originales
- Scott Innes : Scooby-Doo, Sammy Rogers
- Frank Welker : Fred Jones, Professeur Stoker
- Grey DeLisle : Daphné Blake, Marcy
- Mindy Cohn : Véra Dinkley
- Adam West : Winslow Stanton
- Susanne Blakeslee : Nella Vivante
- Kim Mae Quest : voix additionelles
- Chris Edgerly : voix additionelles
- Fred Tatasciore : voix additionelles

## Accueil
- Jeuxvideo.com : 13/20[1] - 10/20 (DS)[2]